# Certinvest
Certinvest este primul asset manager independent din România, creat în anul 1994, având capital sută la sută românesc și care oferă clienților o gamă diversificată de soluții investiționale pentru economiile proprii. În prezent administrează șase fonduri deschise de investiții, trei fonduri de investiții alternative și portofolii private.

Fonduri deschise:
- Certinvest Obligațiuni
- Certinvest Prudent
- Certinvest Dinamic
- Certinvest XT Index
- Certinvest BET Index
- Certinvest BET - FI Index

Fonduri de investiții alternative:
- Certinvest Leader
- Certinvest Green
- Certinvest Acțiuni

## Istoric
- Compania a fost înființată de Eugen Voicu în anul 1994. În același an, societatea a lansat primul fond de investiții, Credit Fond, redenumit ulterior Certinvest Prudent.[3]
- În 1999, Certinvest a lansat primul fond fără comisioane de adeziune sau răscumpărare, Certinvest Tezaur.[3]
- În 2001, compania a lansat fondul diversificat dinamic Intercapital, redenumit ulterior Certinvest Dinamic.[3]
- În 2002, Certinvest lansează pe piața de capital un produs inovator, portofoliile administrate privat, o soluție de investiție personalizată pentru sume de minim 100.000 de lei.[3]
- În 2004, societatea lansează primul fond de obligațiuni din România, Certinvest Obligațiuni.[3]
- Compania a fost cumpărată în anul 2007 de către grupul britanic Aviva.[3]
- În 2008, societatea și-a schimbat numele din SAI Certinvest în Aviva Investors România.[4] În același an, compania a lansat primul fond închis de investiții din portofoliu, Everest.[3]
- În 2010, Eugen Voicu, fondatorul Certinvest, a răscumpărat compania de la Aviva, iar denumirea de Aviva Investors România a fost schimbată în SAI Certinvest.[4] În același an s-a lansat Investonline[5], prima platformă de investiții online în fondurile mutuale Certinvest.[3]
- Tot în 2010 au fost lansate cele 3 fonduri de indici din portofoliul Certinvest: Certinvest XT Index, Certinvest BET Index și Certinvest BET-FI Index.[3]
- În 2011, societatea a înființat un fond închis de investiții, Certinvest Green[6], un fond de investiții pentru copii, Certinvest Next Generation[7] și primul fond de investiții în artă, Certinvest Artă Românească[8]. Tot în 2011, compania a lansat InvesTeam[9], platforma de testare a investiției în fonduri mutuale.[3]
- În 2015, SAI Certinvest a primit autorizarea de a deveni acționar majoritar în compania APF[10], care administra fondul de pensii facultative administrate privat “Pensia mea”, aceasta schimbându-și ulterior denumirea în Certinvest Pensii S.A.F.P. SA[3]. În același an, societatea a preluat de la KD Investments România administrarea fondului de acțiuni KD Maximus, care ulterior a fuzionat cu fondul Certinvest Dinamic.[11]

## Premii
- Certinvest Obligațiuni a primit premiul pentru cel mai bun fond de obligațiuni oferit de Asociația Administratorilor de Fonduri [link] în cadrul galei din anul 2006.[3]
- Certinvest Dinamic a oferit premiul pentru cei mai mulți investitori noi atrași în anul 2005 oferit de Asociația Administratorilor de Fonduri în cadrul galei din anul 2005.[3]

## Referinte
1. ↑  „Despre Certinvest”. Arhivat din original la 27 septembrie 2020. Accesat în 19 mai 2019.
2. 1 2  „Certinvest Investiții”. Arhivat din original la 18 martie 2018. Accesat în 16 mai 2019.
3. 1 2 3 4 5 6 7 8 9 10 11 12 13  „Certinvest Istoric”. Arhivat din original la 27 septembrie 2020. Accesat în 16 mai 2019.
4. 1 2  „Aviva Investors România revine la denumirea de Cerinvest”. Wall-Street. 19 octombrie 2010. Accesat în 16 mai 2019.
5. ↑  „Investonline”. Accesat în 16 mai 2019.
6. ↑  „Certinvest a înfiinţat un fond de investiţii verzi”. Cotidianul. 1 iulie 2011. Accesat în 16 mai 2019.
7. ↑  „Certinvest lansează primul fond de acumulare pentru copii”. Wall-Street. 2 iunie 2011. Accesat în 16 mai 2019.
8. ↑  Pricop, Roxana (23 martie 2011). „Certinvest lansează primul fond de investiţii în artă. Investiţia minimă este de 5.000 de euro”. Ziarul Financiar. Accesat în 16 mai 2019.
9. ↑  „InvesTeam”. Arhivat din original la 30 aprilie 2019. Accesat în 16 mai 2019.
10. ↑  Dobreanu, Cristina (16 ianuarie 2015). „Certinvest a achiziționat APF, compania de pensii private facultative a Metropolitan Life”. Forbes. Accesat în 16 mai 2019.
11. ↑  Nicolae, Crenguța (12 ianuarie 2014). „Certinvest va prelua activitatea de administrare a fondului KD Maximus”. Business Magazin. Accesat în 16 mai 2019.